# Xã Salem, Quận Marion, Illinois
Xã Salem (tiếng Anh: Salem Township) là một xã thuộc quận Marion, tiểu bang Illinois, Hoa Kỳ. Năm 2010, dân số của xã này là 9.286 người.